# 霍尔多夫 (西北梅克伦堡县)
霍尔多夫（德語：Holdorf）是德国梅克伦堡-前波美拉尼亚州的市镇，隶属于西北梅克伦堡县。总面积为13.57平方千米，截至2023年12月31日总人口为410人。